# Clairo
Pour les articles homonymes, voir Cottrill.
Claire Cottrill, dite Clairo, est une autrice-compositrice-interprète américaine née le 18 août 1998 à Atlanta en Géorgie. Elle a grandi à Carlisle dans le Massachusetts.  
Elle connait un important succès avec son single Pretty Girl sorti en 2017. Son premier album studio, Immunity, sort en 2019 comportant les singles Bags et Sofia, ce dernier étant devenu son premier single à figurer sur le Billboard Hot 100. 
Son deuxième album Sling, sorti en 2021 a été salué par la critique et a connu un succès commercial, faisant ses débuts dans le top 20 du Billboard 200 américain.

## Biographie

### Jeunesse
Clairo naît à Atlanta où elle vit avec ses parents et sa sœur ainée pendant sept ans. La famille emménage par la suite à Washington où elle demeure durant trois ans avant de s'installer à Carlisle dans le Massachusetts.
Elle commence à composer des chansons à l'âge de treize ans. Pendant son adolescence, elle enregistre ses morceaux à l'aide de son téléphone. Elle utilise un synthétiseur, un clavier ainsi que le logiciel GarageBand. Elle poste des reprises sur Facebook et des mixes sur SoundCloud qu'elle publie sous le pseudonyme DJ Baby Benz. Une de ses reprises est remarquée par MTV qui l'invite à enregistrer une chanson destinée à être utilisée comme musique de fond dans les émissions diffusées sur la chaîne de télévision. Cette collaboration n'aboutit pas mais permet à Clairo de confirmer son envie de composer des chansons.

### Diary 001
En 2017, alors qu'elle étudie à l'université de Syracuse, Clairo enregistre la chanson Pretty Girl pour une compilation publiée par le blog The Le Sigh via Bandcamp et éditée à 250 exemplaires au format cassette. Elle décide de filmer une vidéo dans sa chambre à l'aide d'une webcam. Lorsqu'elle la poste sur YouTube, elle devient virale et est rapidement visionnée plusieurs millions de fois. Pretty Girl est citée dans la liste des cent meilleures chansons de l'année 2017 publiée par le magazine Les Inrockuptibles. Après le succès de cette chanson, Clairo est contactée par plusieurs labels, dont RCA, Columbia et Capitol. Mais elle souhaite s'associer à un label indépendant et choisit Fader Label (en) avec qui elle signe un contrat lui permettant d'enregistrer douze chansons.
En février 2018, elle collabore avec le musicien britannique Danny L Harle pour la chanson Blue Angel. Le premier clip officiel de Clairo sort le mois suivant. Il est réalisé par Matthew Dillon Cohen et illustre la chanson Flamin' Hot Cheetos,. Il a depuis été supprimé du web, la chanteuse souhaitant s'éloigner de l'image kitsch qu'il renvoyait.
Le clip vidéo de 4EVER sort en avril 2018. Il est réalisé, produit, filmé et édité par Clairo. Ce single est extrait de Diary 001, le premier EP de la chanteuse qui sort le mois suivant. De juin à septembre 2018, elle est en tournée en Amérique du Nord. Elle est la tête d'affiche de plusieurs dates et assure aussi la première partie de la chanteuse Dua Lipa. Deux collaborations sortent durant l'été 2018 : le titre Drown qu'elle chante en duo avec Cuco (en) et la chanson Better qu'elle interprète avec SG Lewis (en). Cette dernière se classe à la 31e position du top Dance/Electronic Songs (en), ce qui marque la première entrée de la chanteuse dans un classement du Billboard. SG Lewis et Clairo collaborent à nouveau en mars 2019 pour la chanson Throwaway qui atteint la 45e place du top Dance/Electronic Songs.

### Immunity

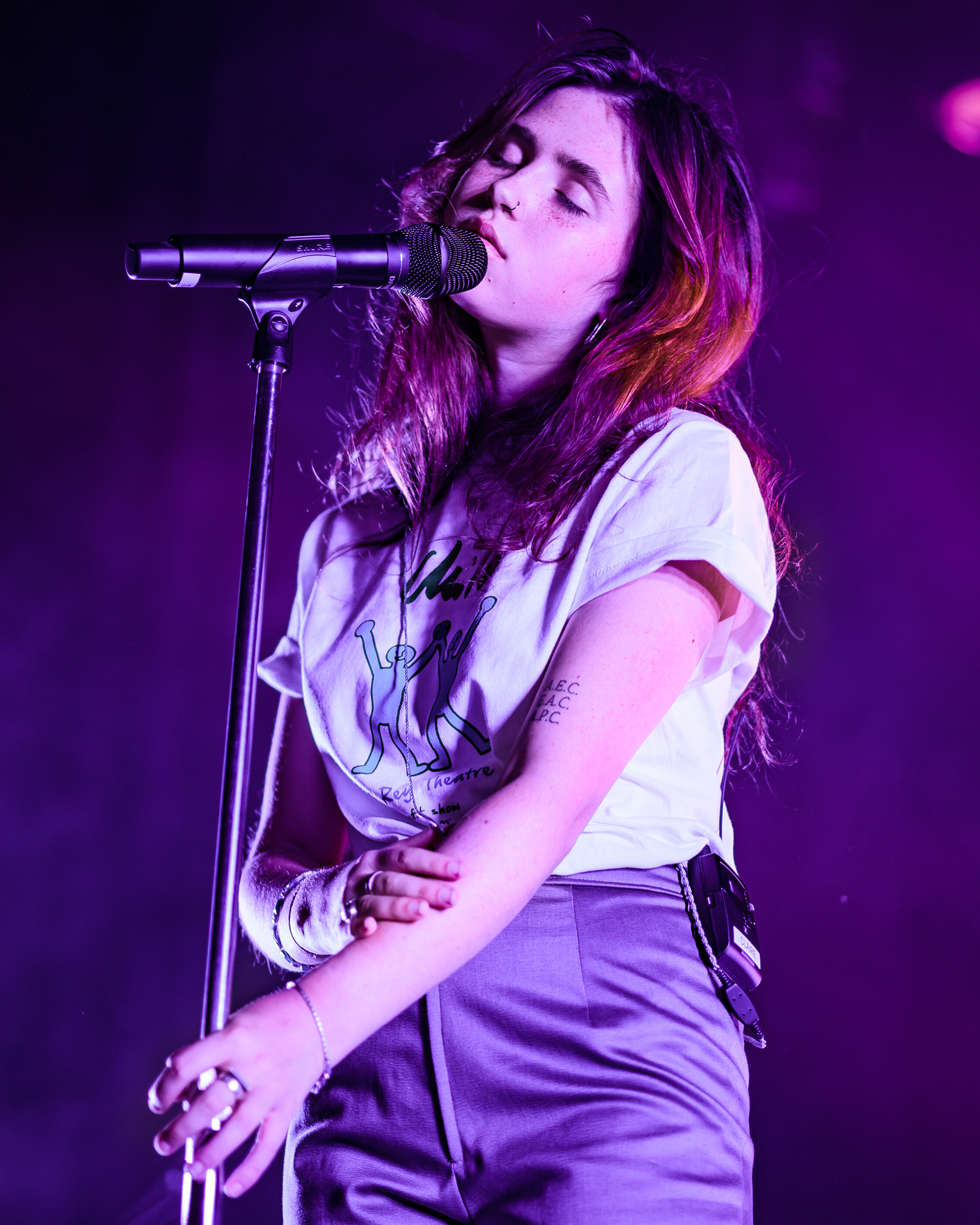
Clairo en 2019.

Le single Bags (en) sort le 24 mai 2019. La chanteuse annonce à cette occasion la sortie prochaine de son premier album,. Un deuxième single issu de cet album sort le mois suivant. Il s'agit de Closer to You. Il est suivi par Sofia (en) en juillet 2019. Du 20 juin au 17 août 2019, Clairo assure la première partie du chanteur Khalid en Amérique du Nord dans le cadre du Free Spirit World Tour (en).
Son premier album studio, Immunity, sort le 2 août 2019. La chanteuse l'a co-produit avec le musicien Rostam Batmanglij. Elle fait la promotion de cet album avec une tournée nord-américaine qui commence en septembre 2019. La première partie est assurée par beabadoobee et Hello Yello. Elle participe également à plusieurs festivals en 2019, dont le Camp Flog Gnaw Carnival (en) organisé par Tyler, The Creator, Rock en Seine, Coachella et le Voodoo Music + Arts Experience (en).
La même année, elle collabore avec plusieurs artistes. La chanson I Don't Think I Can Do This Again, qu'elle interprète avec Mura Masa, sort au mois d'août. Son clip est réalisé par Thomas Hardiman,. Ce titre est issu du deuxième album studio de Mura Masa. Le single promotionnel February 2017, que Clairo chante avec Charli XCX et Yaeji, sort au mois de septembre. Il est extrait de l'album Charli. La chanson Lara, en collaboration avec Sassy 009 (en), sort au mois de décembre,.
En février 2020, Clairo remporte le prix du meilleur nouvel artiste lors des NME Awards. Le mois suivant, elle assure la première partie de Tame Impala en Amérique du Nord,.

### Vie privée
Clairo est atteinte de polyarthrite rhumatoïde. Cette maladie lui a inspiré le titre de son premier album studio, Immunity.
Elle fait son coming out sur Twitter le 29 mai 2018, en annonçant être bisexuelle.

## Discographie

### Albums studio
- 2019 : Immunity
- 2021 : Sling
- 2024 : Charm

### EP
- 2018 : Diary 001

## Distinctions

### Boston Music Awards
| Année | Travail nommé | Catégorie              | Résultat   | Réf.   |
| ----- | ------------- | ---------------------- | ---------- | ------ |
| 2018  | Clairo        | Artiste de l'année     | Nomination | ,      |
| 2018  | Clairo        | Artiste pop de l'année | Lauréat    | ,      |
| 2018  | Diary 001     | Album de l'année       | Nomination | ,      |
| 2019  | Clairo        | Artiste de l'année     | Nomination | ,      |
| 2019  | Clairo        | Artiste pop de l'année | Lauréat    | ,      |
| 2019  | Immunity      | Album de l'année       | Lauréat    | ,      |
| 2019  | Bags (en)     | Chanson de l'année     | Nomination | ,      |
| 2020  | Clairo        | Artiste de l'année     | Nomination | [ 40 ] |
| 2020  | Clairo        | Artiste pop de l'année | Nomination | [ 40 ] |

### NME Awards
| Année | Travail nommé | Catégorie                             | Résultat   | Réf.   |
| ----- | ------------- | ------------------------------------- | ---------- | ------ |
| 2020  | Clairo        | Meilleur nouvel artiste dans le monde | Lauréat    | [ 33 ] |
| 2020  | Bags (en)     | Meilleure chanson dans le monde       | Nomination | [ 33 ] |